# Mary Cassatt
Mary Stevenson Cassatt, född 22 maj 1844 i Allegheny City (idag en del av Pittsburgh) i Pennsylvania, död 14 juni 1926 på Château de Beaufresne nära Paris, var en amerikansk konstnär. Hon var verksam mellan åren 1868 till 1926.
Under sina tidiga år hämtade Cassatt mycket av sin inspiration ur det klassiska måleriet. Hon närmade sig med tiden impressionismen och anslöt sig till impressionisternas fjärde salong år 1879. Under den senare delen av sin karriär rörde sig Cassatt mot en stil inspirerad av japanskt träsnitt. Tillsammans med Berthe Morisot och Marie Bracquemond ställde Mary Cassatt ut med den i övrigt mansdominerade gruppen konstnärer som senare blev kända som impressionisterna.

## Biografi

### Uppväxt och utbildning
Föräldrarna Robert Simpson Cassatt och Katherine Kelso Johnston Cassatt tillhörde societeten i Allegheny City och lade stor vikt vid sina fem barns utbildning och kulturella fostran. 1851, när Mary Cassatt var sju år, flyttade familjen till Darmstadt där den äldste sonen studerade till ingenjör. Under en kortare period, i början av europavistelsen, bodde de även i Paris. Fyra år senare återvände de till USA, och slog sig ned i Philadelphia. Stadens digra konstutbud var troligtvis en orsak till att Cassatt började intressera sig för måleriet.
År 1860 skrev Cassatt in sig, 16 års gammal, vid Pennsylvania Academy of the Fine Arts och blev snabbt ansedd som en av de mest talangfulla eleverna i sin klass. Kring årsskiftet 1865–1866 flyttade hon till Paris för att fortsätta sina studier, men fann sig vara utestängd från École des Beaux-Arts, som enbart tog emot manliga studenter. Cassatt gjorde som flera andra kvinnliga konststudenter i Paris: Hon erhöll tillstånd att kopiera målningar på Louvren, gick målerikurser avsedda för kvinnliga elever samt tog privatlektioner bland annat hos Jean-Léon Gérôme.
År 1870 återvände hon till USA som följd av det fransk-tyska kriget. Två år senare begav hon sig tillbaka till Europa och slog sig ner i Parma i Italien där hon studerade grafiska tekniker. År 1873 bedrev hon studier i både Madrid och Sevilla där hon framförallt intresserade sig för Velázquez och Rubens.
Hennes första stora utställning var på Parissalongen 1872; ytterligare fyra årliga salongutställningar följde.

### Tidig karriär
År 1868 antogs Cassatt för första gången på den årliga Parissalongen med verket The Mandolin Player vilket även kom att bli hennes konstnärliga genombrott. Fram till 1874 accepteras Cassatts målningar vid salongen då hon ännu inte börjat experimentera med stildrag som senare blir typiska för impressionismen. Vid 1875 års salong skickade Cassatt in två bidrag, varav ett refuserades med motiveringen att juryn fann hennes penseldrag alltför okontrollerade och färgpaletten för ljus. Året därpå, 1876, bestämde sig Cassatt för att skicka in det refuserade bidraget på nytt, nu med mörkare bakgrund – som accepterades av juryn.

### Impressionismen
Redan vid salongen 1874 kom Edgar Degas i kontakt med Mary Cassatts måleri då han hänfördes av hennes Portrait of Mme. Cortier. Cassatts första möte med impressionismen skedde ett år senare, 1875, i ett gallerifönster där konsthandlaren hängt upp ett par pasteller av Degas. I ett brev nämner hon händelsen som "I used to go and flatten my nose against that window and absorb all I could of his art. It changed my life. I saw art then as I wanted to see it." År 1879 erbjöd Degas Cassatt att ställa ut på de oberoendes salong, impressionisternas fjärde utställning.
Det kanske mest slående med Cassatts målningar är hennes strävan att fånga händelser i ett så oförställt tillstånd som möjligt. Detta kännetecknade såväl impressionismen såsom den litterära naturalismen, som Cassatt var mycket intresserad av. Teatern och operan var två motiv som Cassatt ofta återkom till, där hon observerade det sociala spelet hos publiken. Metoden att alltid bära med sig ett ritblock och dokumentera händelser gav, till skillnad från ateljémåleriet, hennes oljemålningar den spontanitet som annars går att finna i den snabba skissen.

### Japanskt träsnitt
Våren 1890 hade École des Beaux-Arts en omfattande utställning med japanska träsnitt, som Cassatt besökte vid ett flertal tillfällen. Det japanska träsnittet inspirerade flera av hennes samtida konstnärskollegor (framförallt av impressionisterna), däribland Degas, Claude Monet, James McNeill Whistler och Vincent van Gogh. Cassatt kom däremot att bli den första att framgångsrikt reproducera de japanska träsnittets element i en västerländsk tappning. Inspirationen märks främst i anammandet av platta bildytor, djärva konturlinjer och starka färger.

## Mary Cassat i modern tid

### Forskning
Det var först år 1970 som Cassatt fick sin första retrospektiva utställning på National Gallery of Art. Under kvinnorörelsens framväxt på 1970-talet ökade intresset för Cassatts konstnärskap. Feministiska forskare började studera huruvida 1800-talets sociala normer präglat Cassatts måleri, och framförallt varför Cassatt, som många andra kvinnor, strukits ur konsthistorien.
Feministisk forskning visar på att Mary Cassatt och kollegan Berthe Morisot på grund av sitt kön och klasstillhörighet begränsades i sina motivval. Ett vanligt förekommande motivval för impressionismen var vardagslivet på boulevarderna, på caféerna och vid dansbanorna, sociala rum som kvinnor i den övre medelklassen inte hade tillgång till. Därav den återkommande skildringen av kvinnor och barn.
De enstaka målningar av män som finns dokumenterade är främst porträtt och skisser föreställande Cassatts närmaste familjemedlemmar, hennes far och bror. Däremot finns det tre övriga porträtt, oljemålningen Portrait of Marcellin Desboutins från 1879 och pastellerna Portrait of Moyse Dreyfus (1879) och Portrait of M.O. de S. från 1909. Orsaken till de få studierna av den manliga kroppen och porträtterandet av män var helt enkelt att det ansågs oanständigt för en kvinna att vara ensam med en man i ateljén, såvida det inte var någon familjemedlem.
Tidigare har man sett Cassatts skildringar av kvinnor och barn som oproblematiska, men Griselda Pollock menar att Morisot och Cassatts målningar på ett mycket tydligt sätt illustrerar hur femininitet konstrueras och känns igen i bourgeoisiens vardagliga aktiviteter som broderi, stickning, tedrickande och barnpassning. Cassatts målningar skildrar oftast kvinnor upptagna av sina egna aktiviteter, vilket inte enbart bör ses som representationer av dåtidens kvinnliga ideal. Pollock menar att Cassatt har transformerat idealen genom att ge kvinnorna en ikonografi hämtad ur såväl historisk som samtida konst. Cassatt väljer att avbilda sina kvinnor med en yttre sensuell charm, men vars inre själsliv präglas av ett intellektuellt reflekterande över den subjektiva identiteten - en ikonografi annars ofta förbunden med representationer av män.

## Utmärkelser
Asteroiden 6936 Cassatt är uppkallad efter henne.

## Galleri

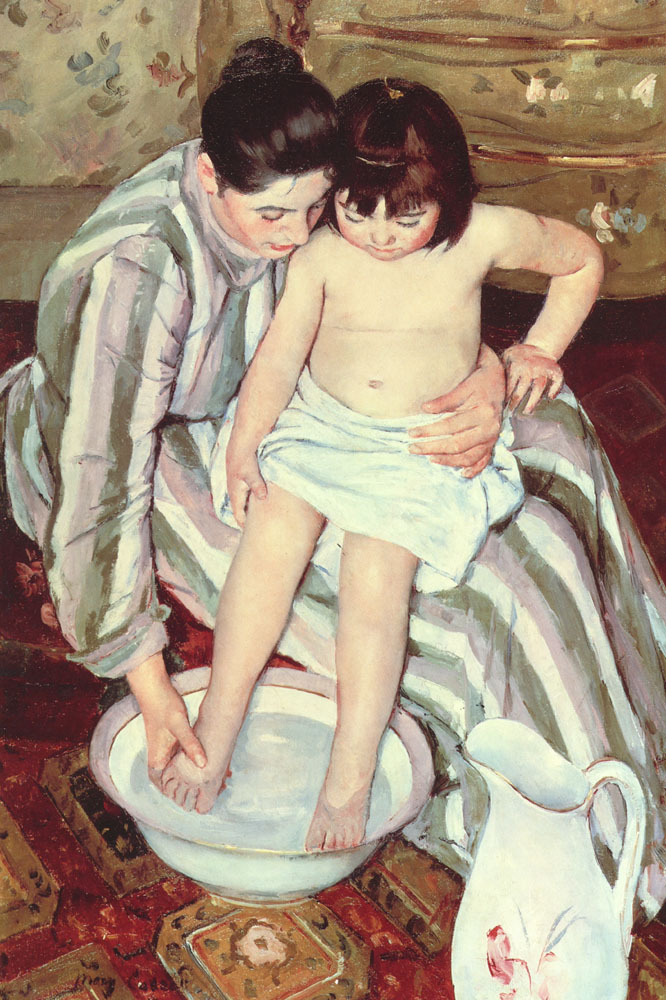
Badet (1891–1892). Art Institute of Chicago.
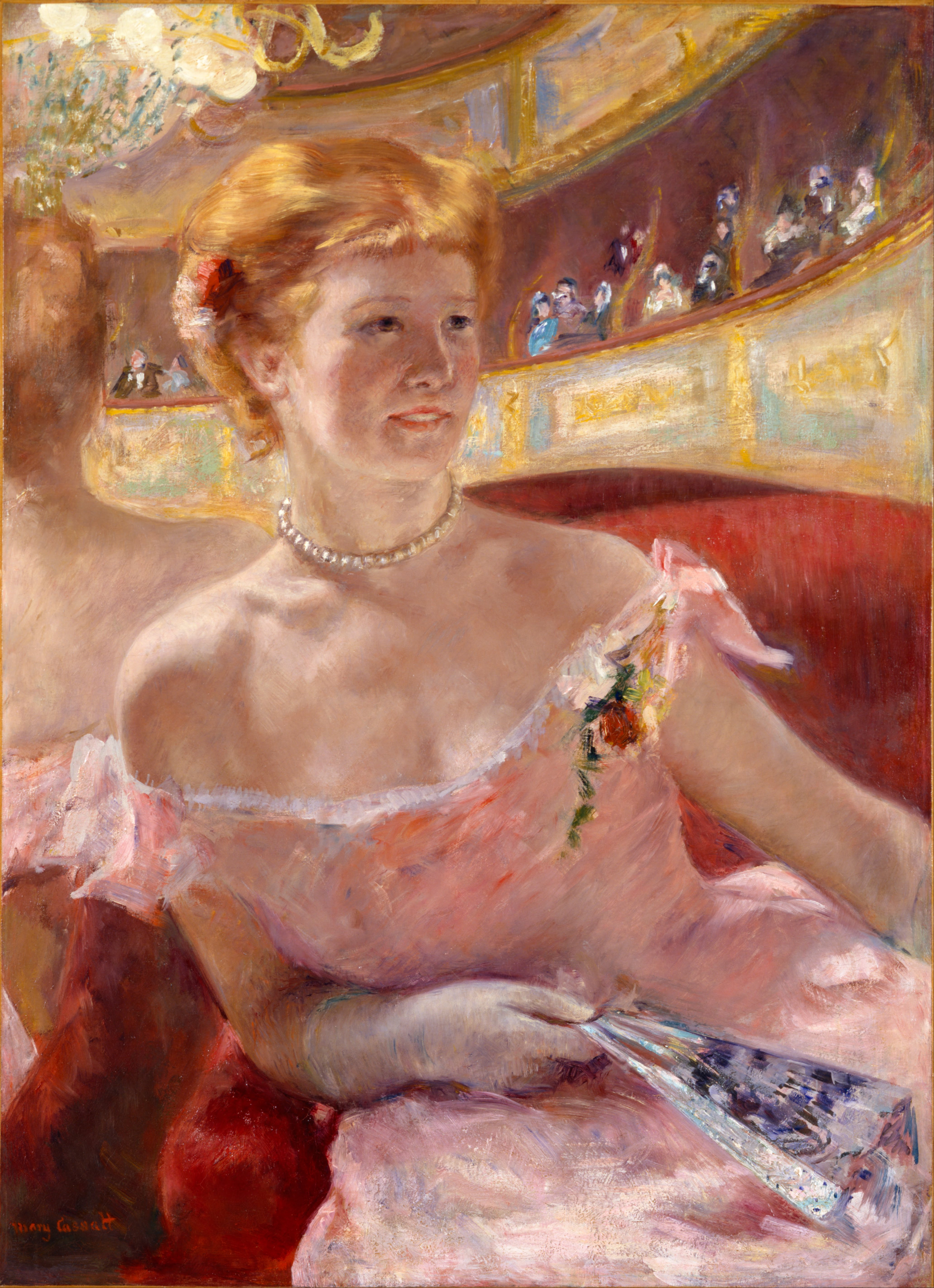
Kvinna med pärlhalsband i en teaterloge (1879), Philadelphia Museum of Art.
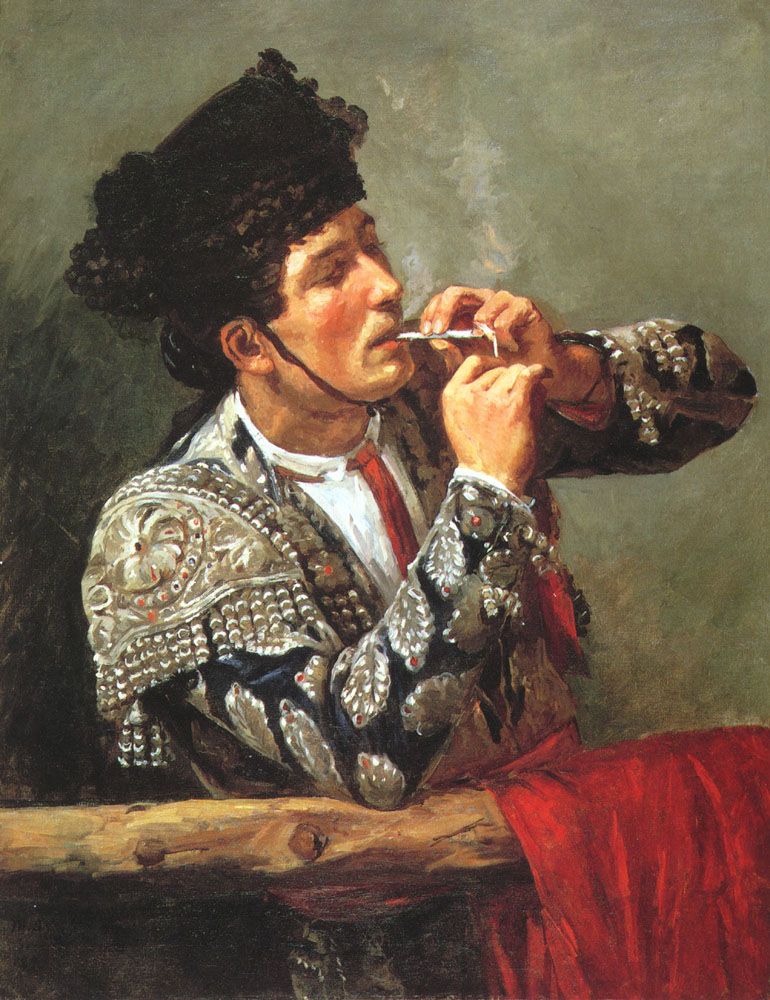
After the Bullfight, 1873, Art Institute of Chicago.
Flicka i en blå fåtölj, 1878, National Gallery of Art.
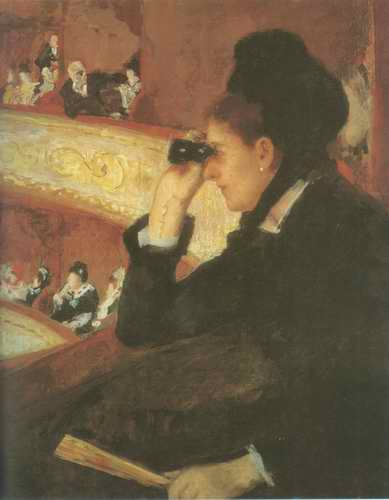
In the Loge (även At the Opera), 1878, Museum of Fine Arts, Boston.
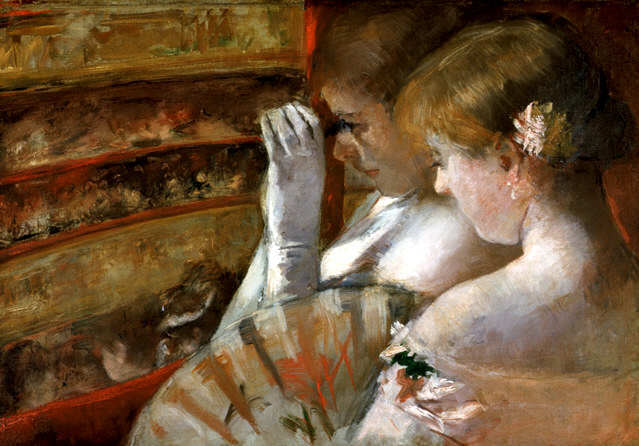
A Corner of the Loge (även In the Box), 1879, privat ägo.
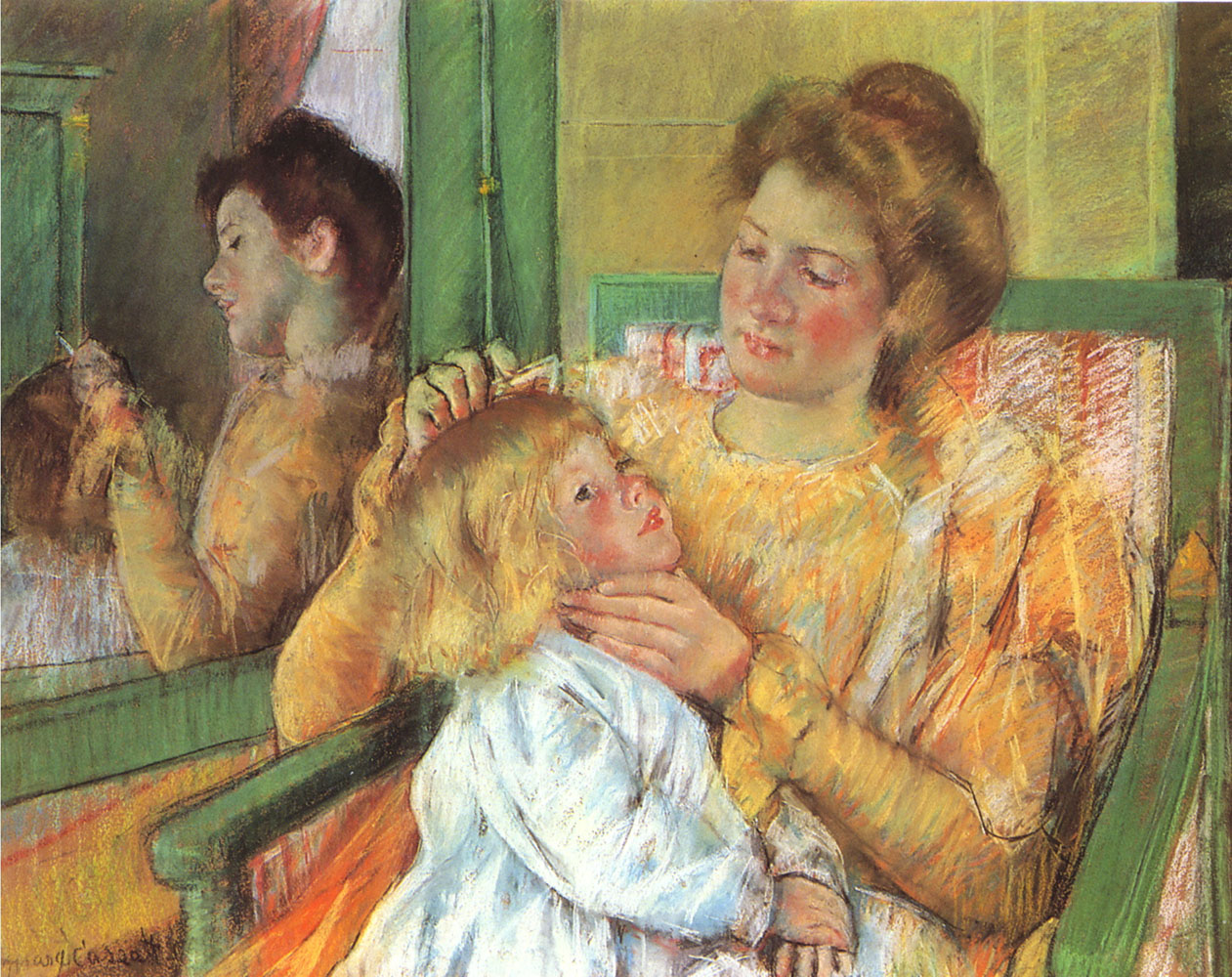
Mother Combing her Child's Hair, 1879, Brooklyn Museum.
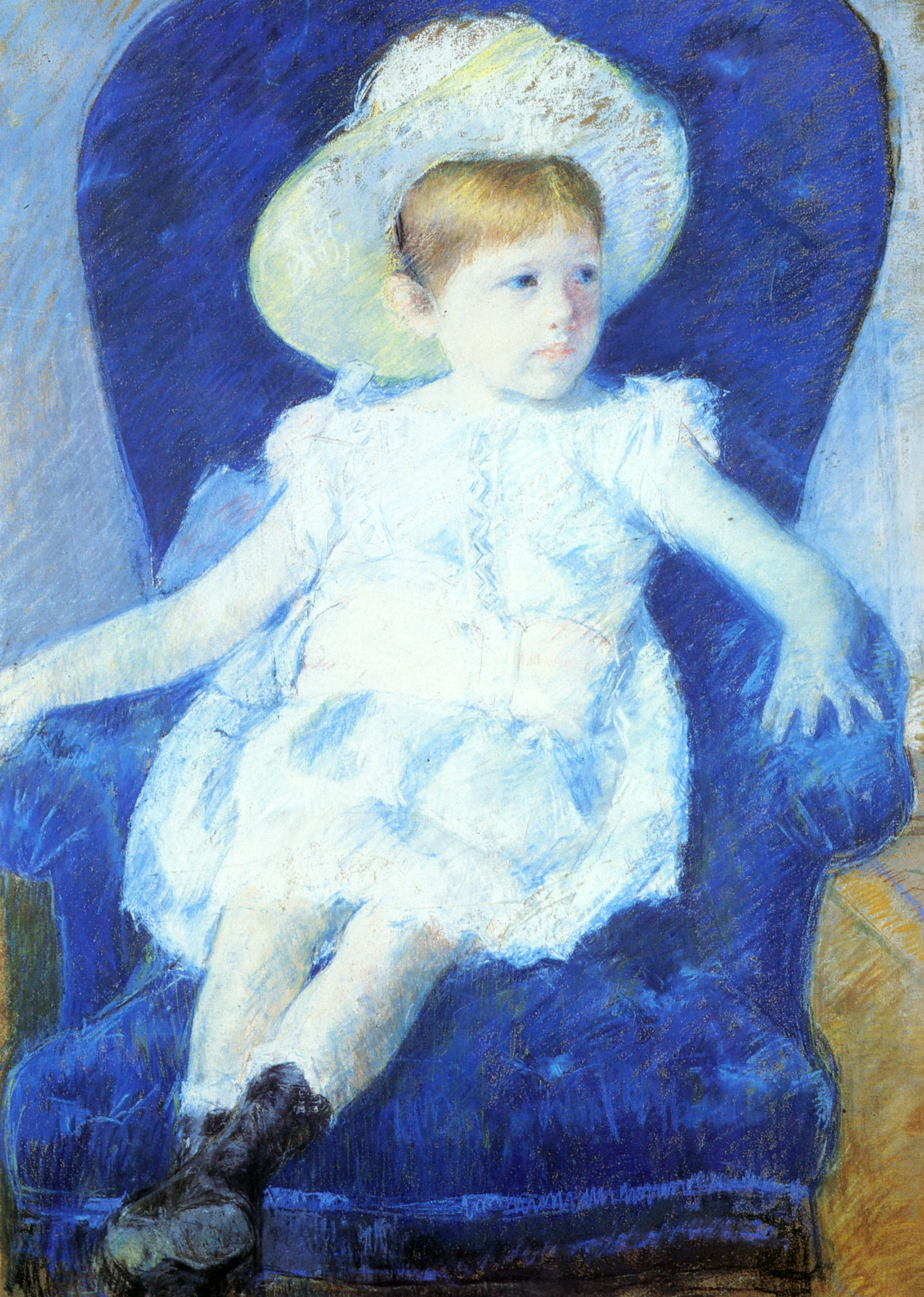
Elsie in a Blue Chair, 1880.
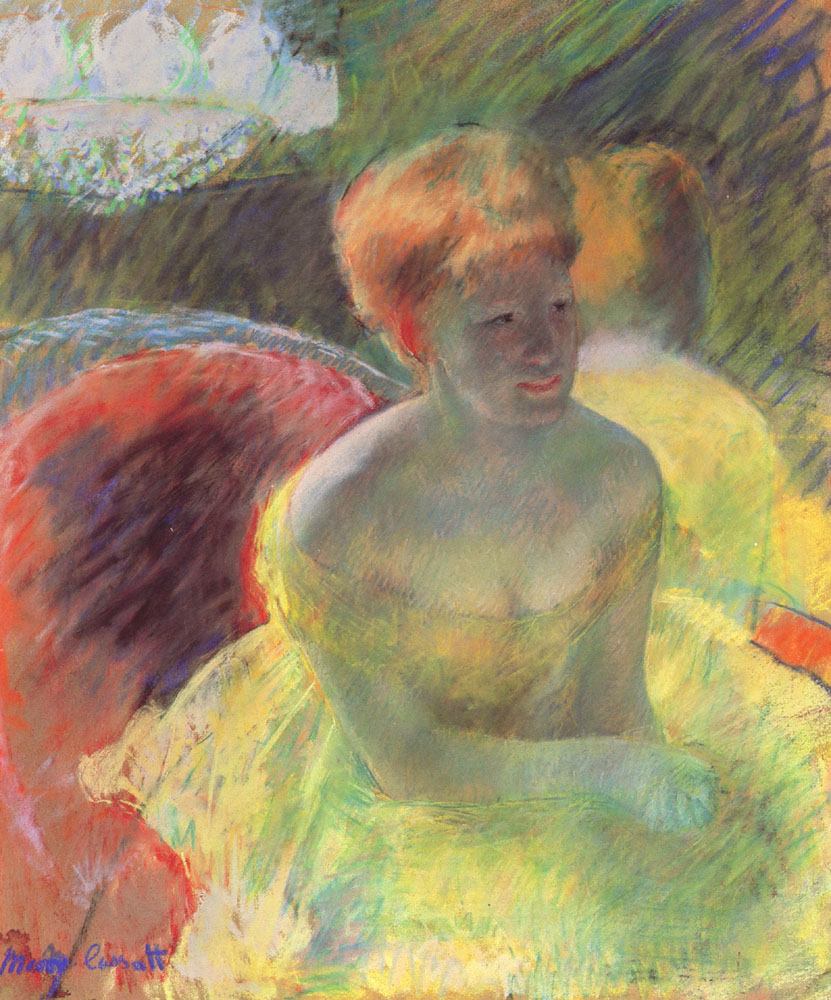
Lydia at the Theatre, 1880, Nelson-Atkins Museum of Art.
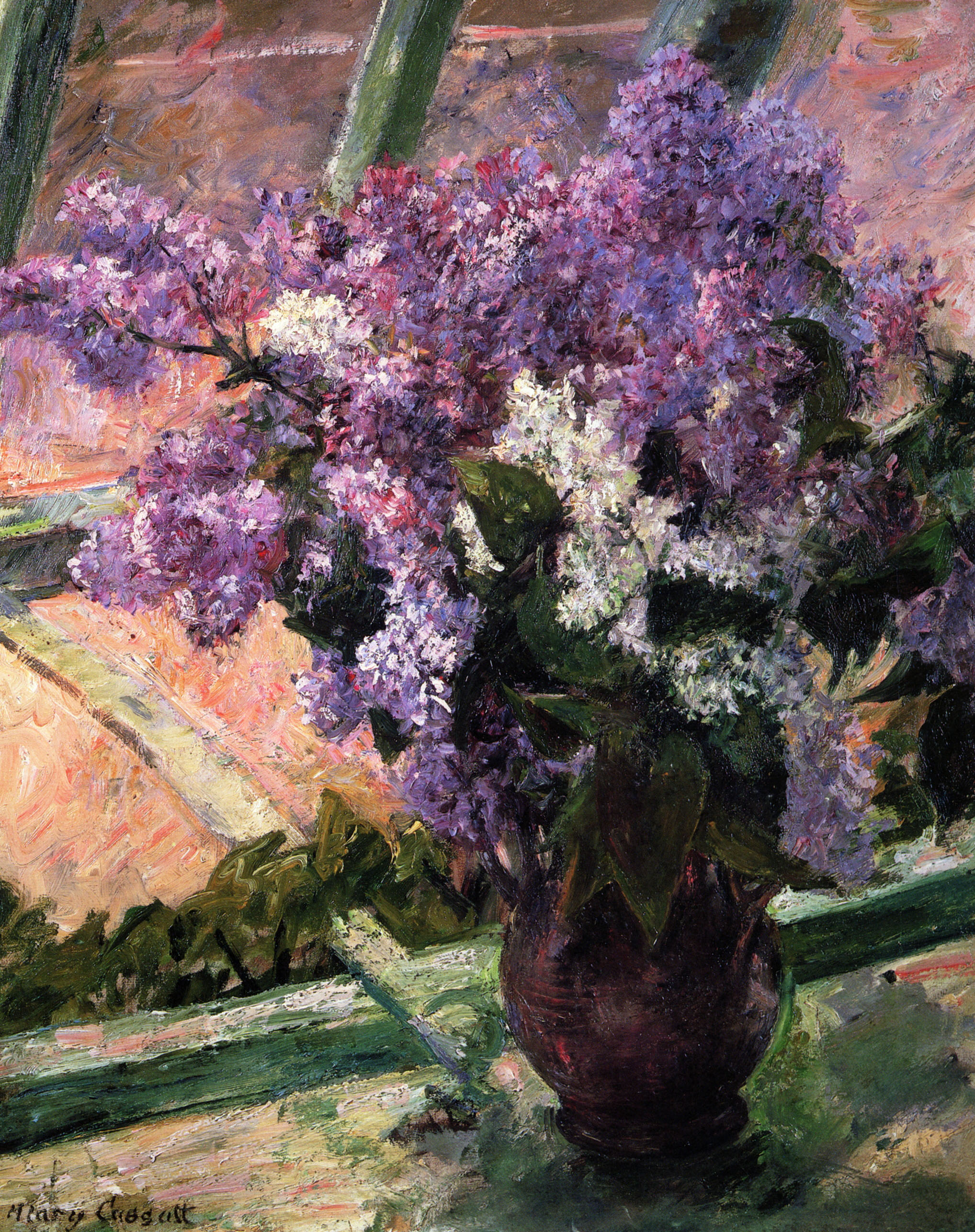
Lilacs in a Window, 1880,  Metropolitan Museum of Art.
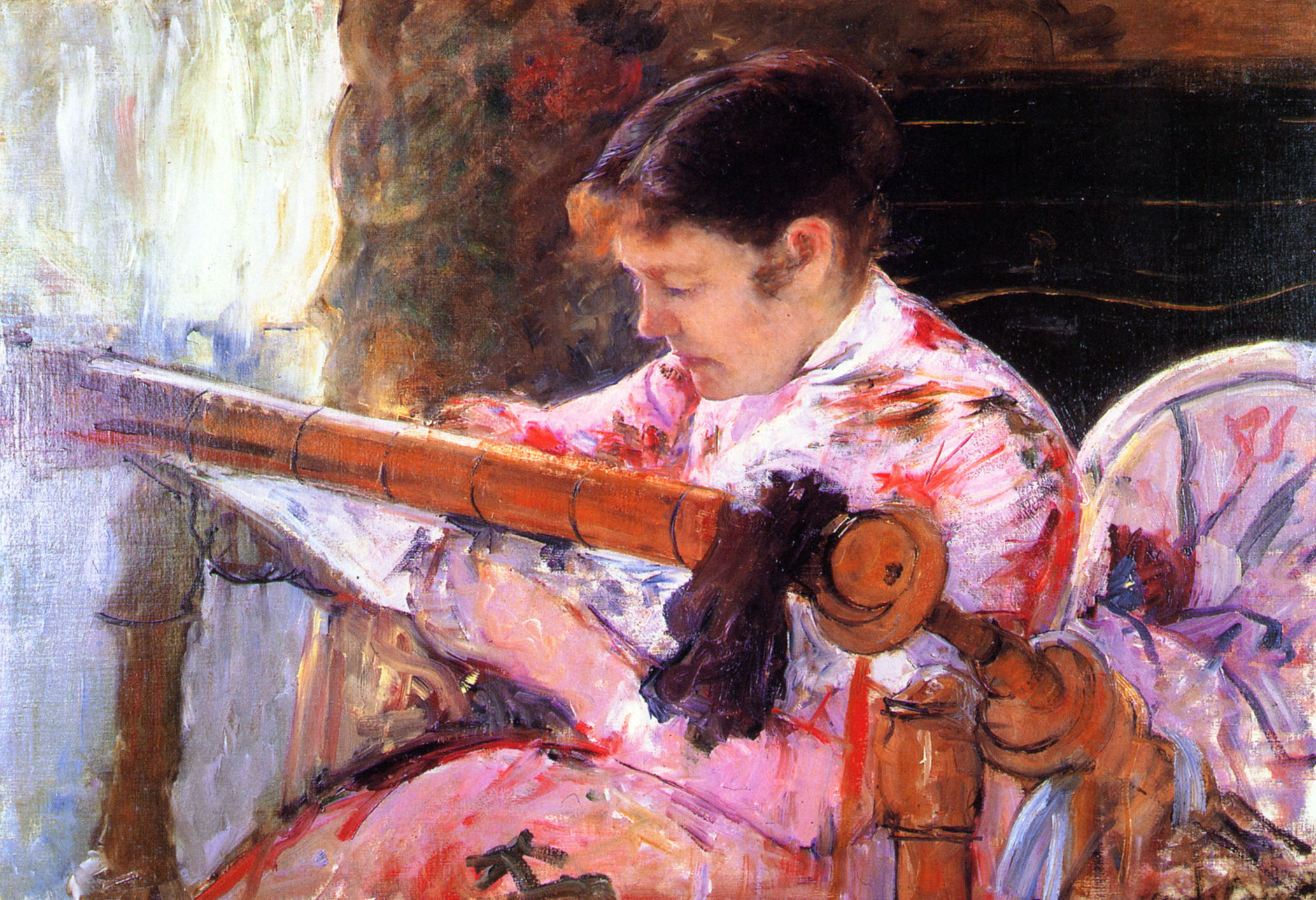
Lydia at the Tapestry Loom, 1881, Flint Institute of the Arts.
The Loge, 1882, National Gallery of Art.
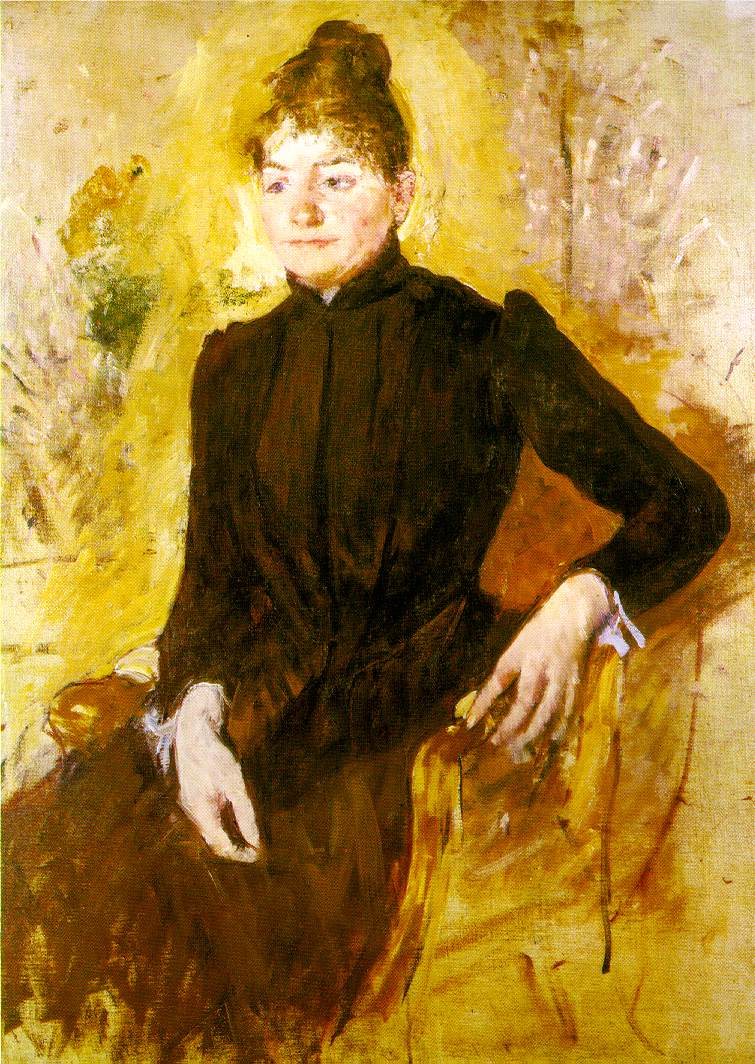
Woman in Black, 1882, Museum of Fine Arts, Boston.
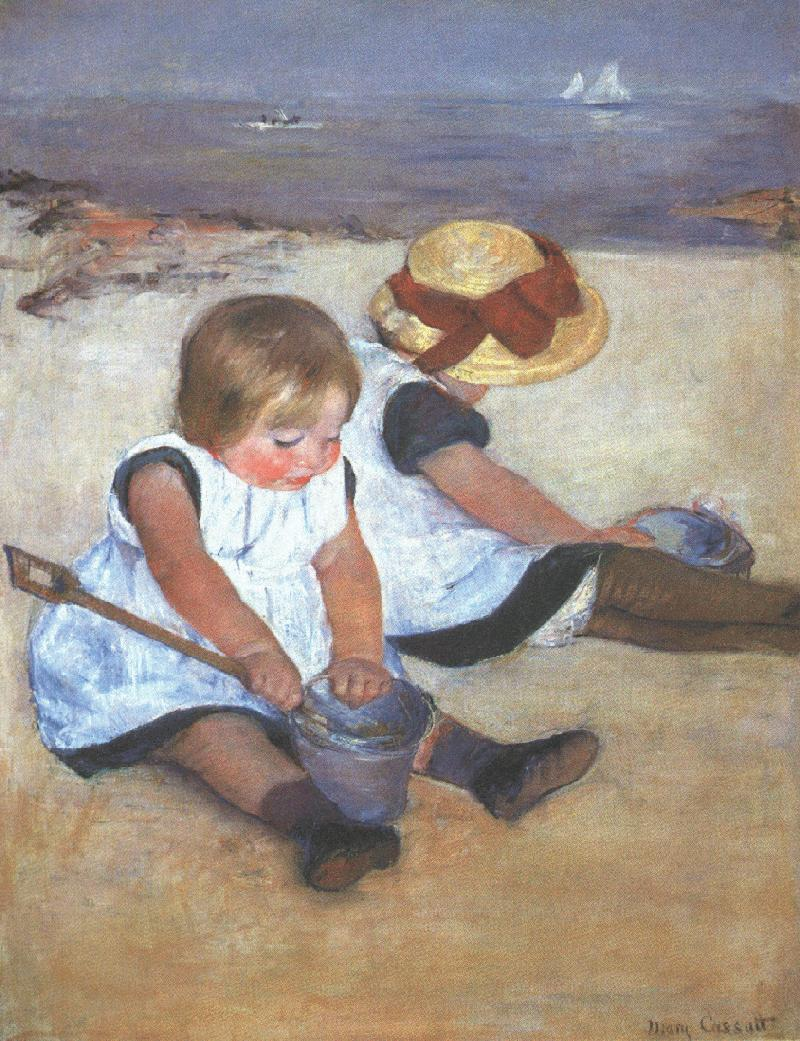
Children on the Beach, 1884, National Gallery of Art.
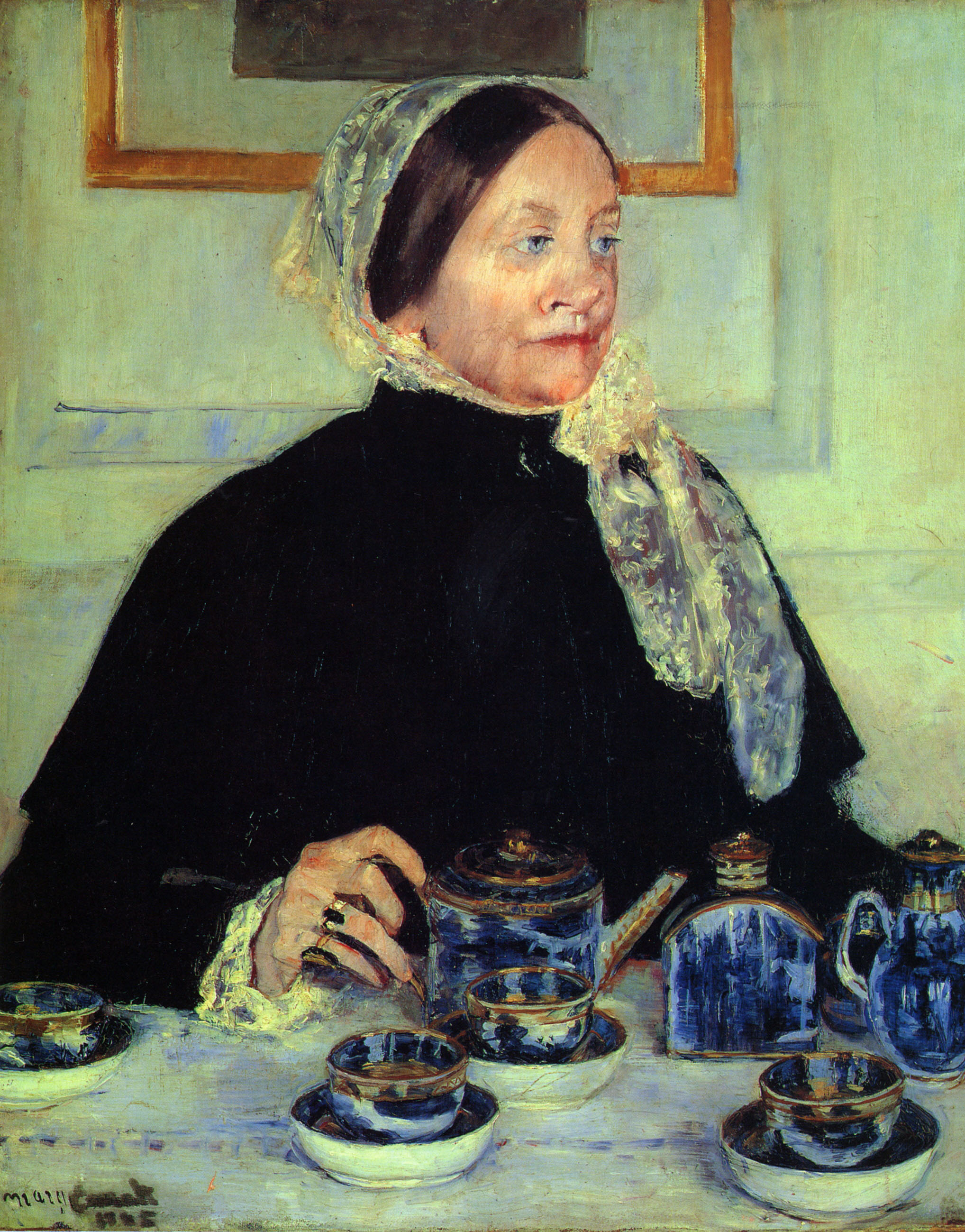
Lady at the Tea Table, ca 1884, Metropolitan Museum of Art.
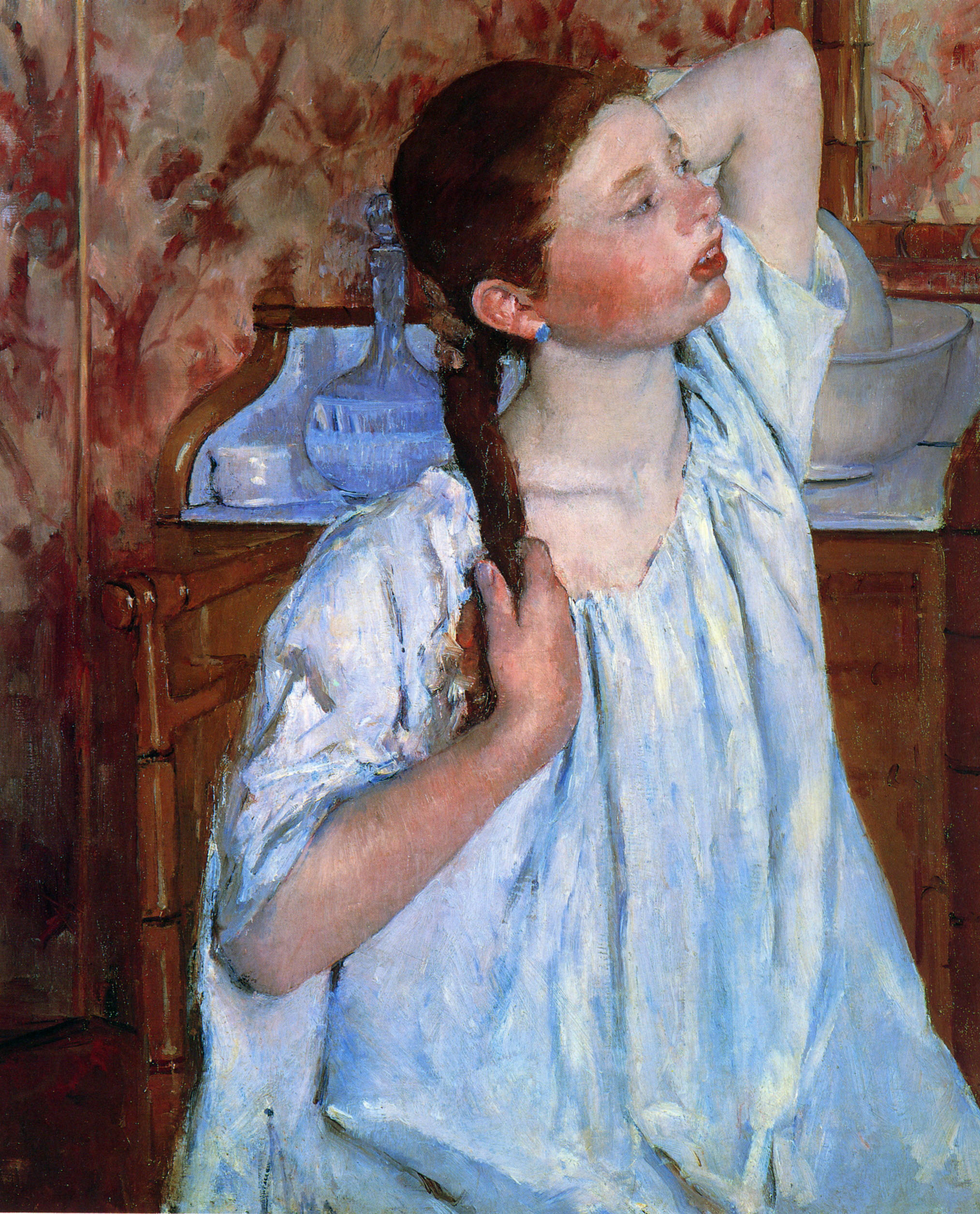
Girl Arranging her Hair, 1886, National Gallery of Art.
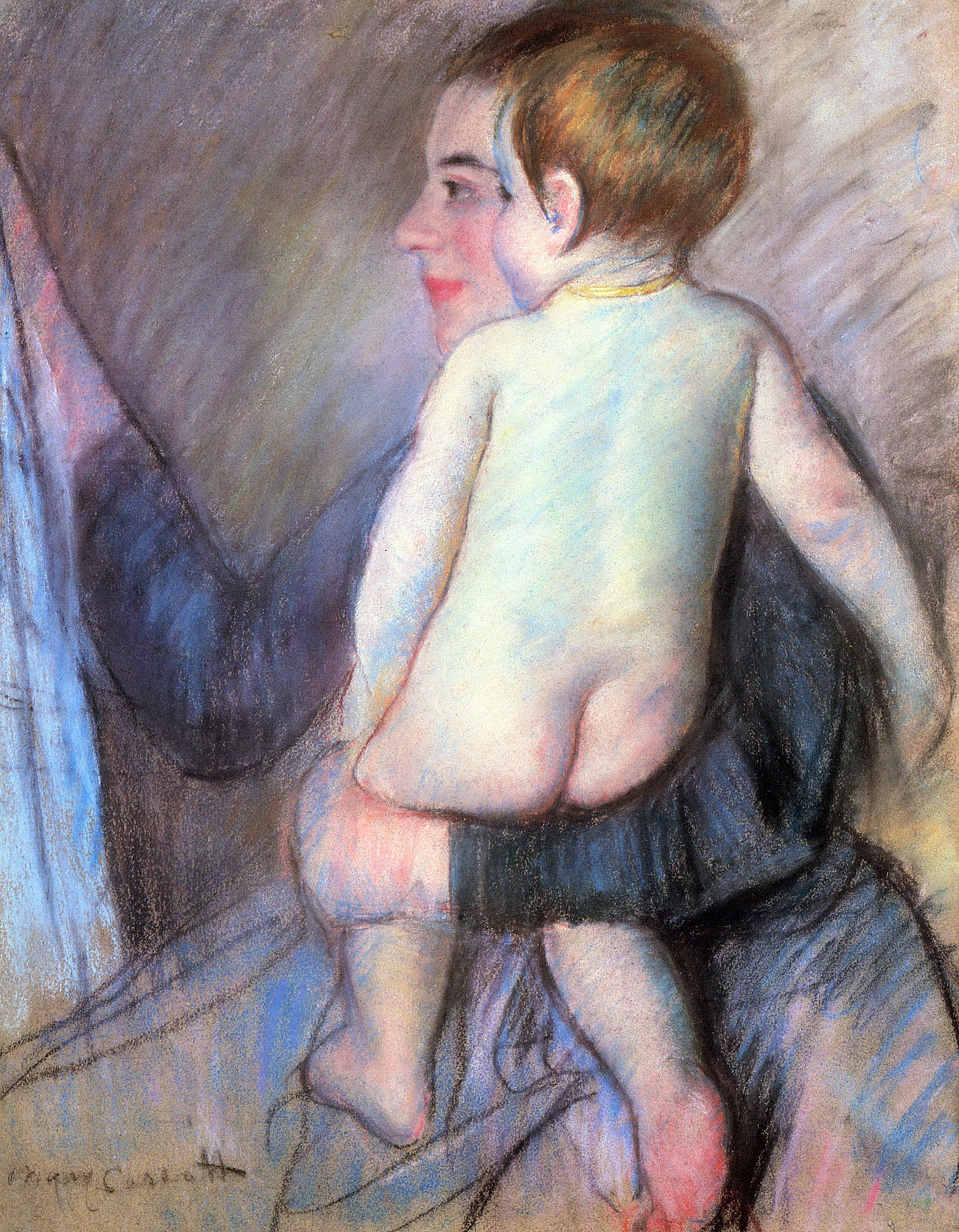
At the Window, 1889, Louvren.
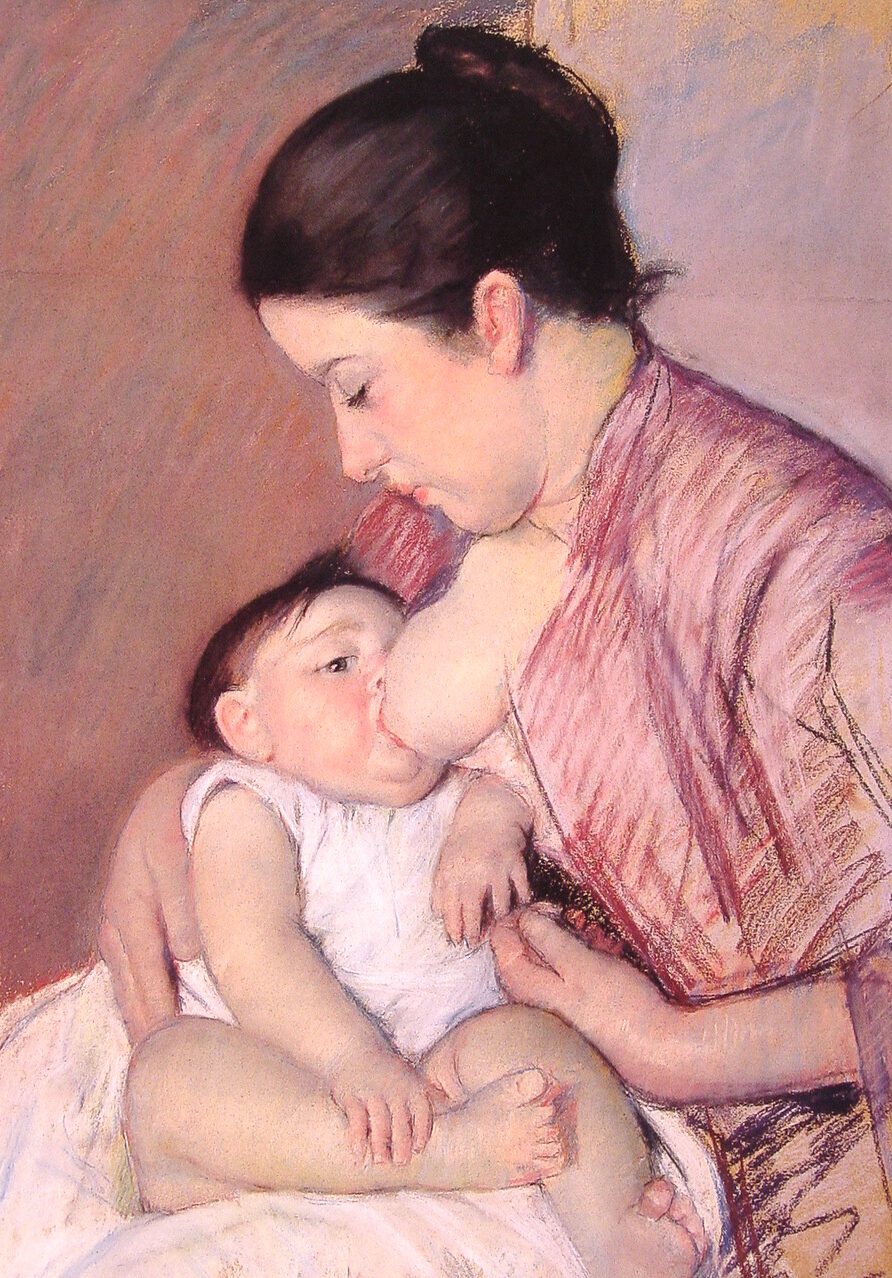
Maternité, 1890.
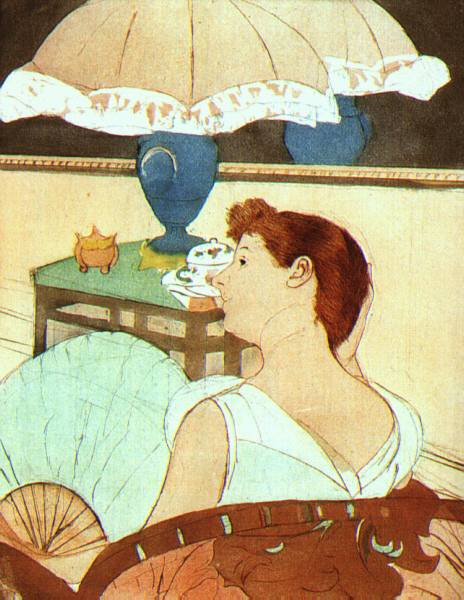
The Lamp, ca 1891, akvatint, National Gallery of Art.
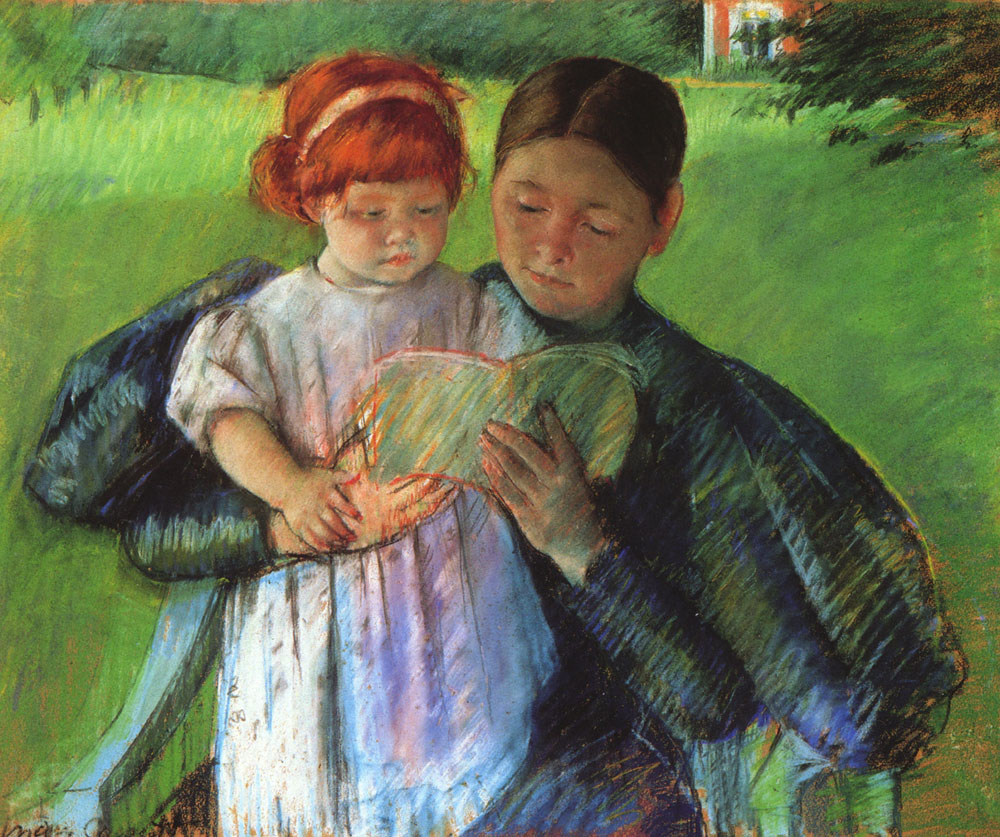
Nurse Reading to a Little Girl, 1895, Metropolitan Museum of Art.
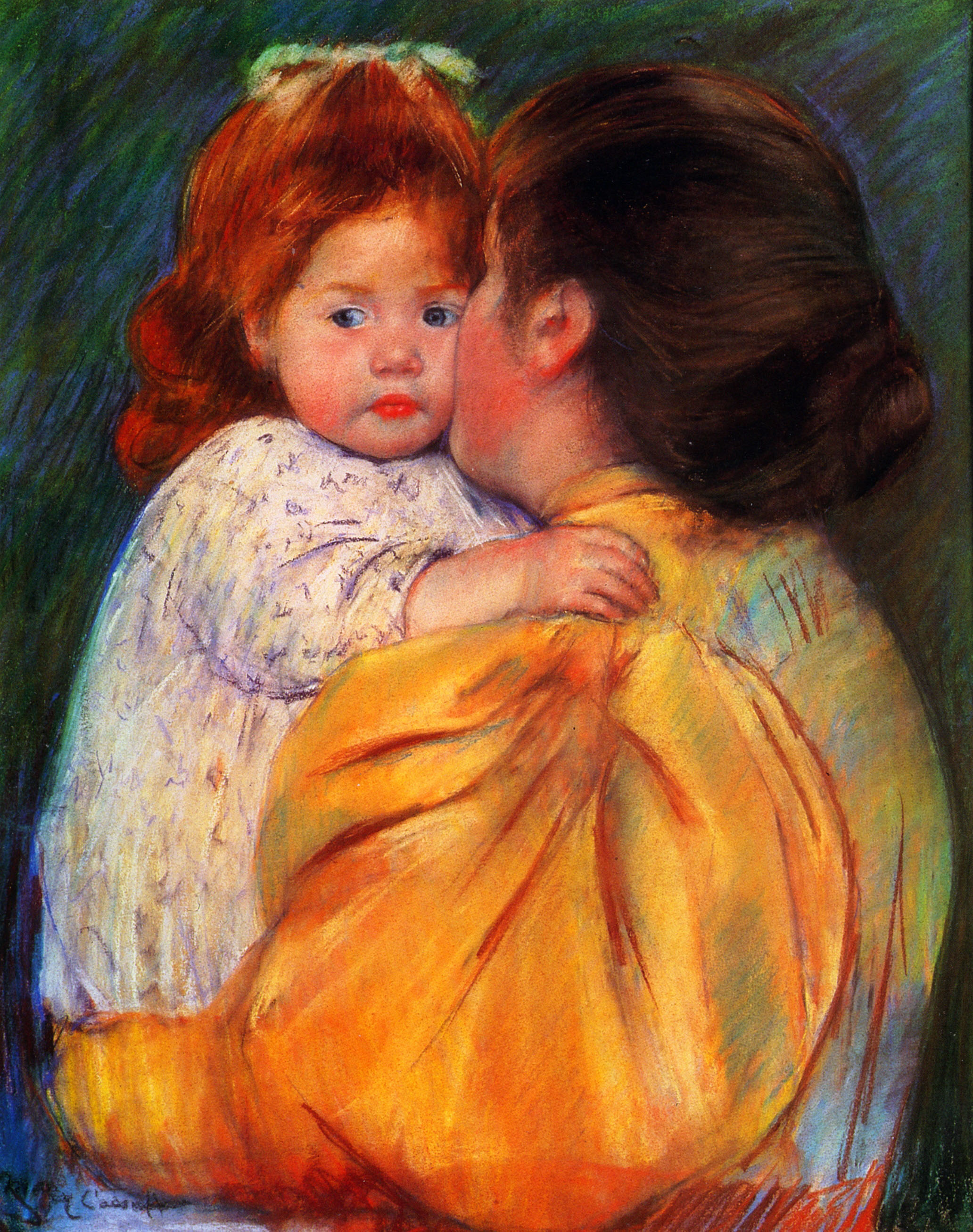
Maternal Kiss, 1896, Philadelphia Museum of Art.
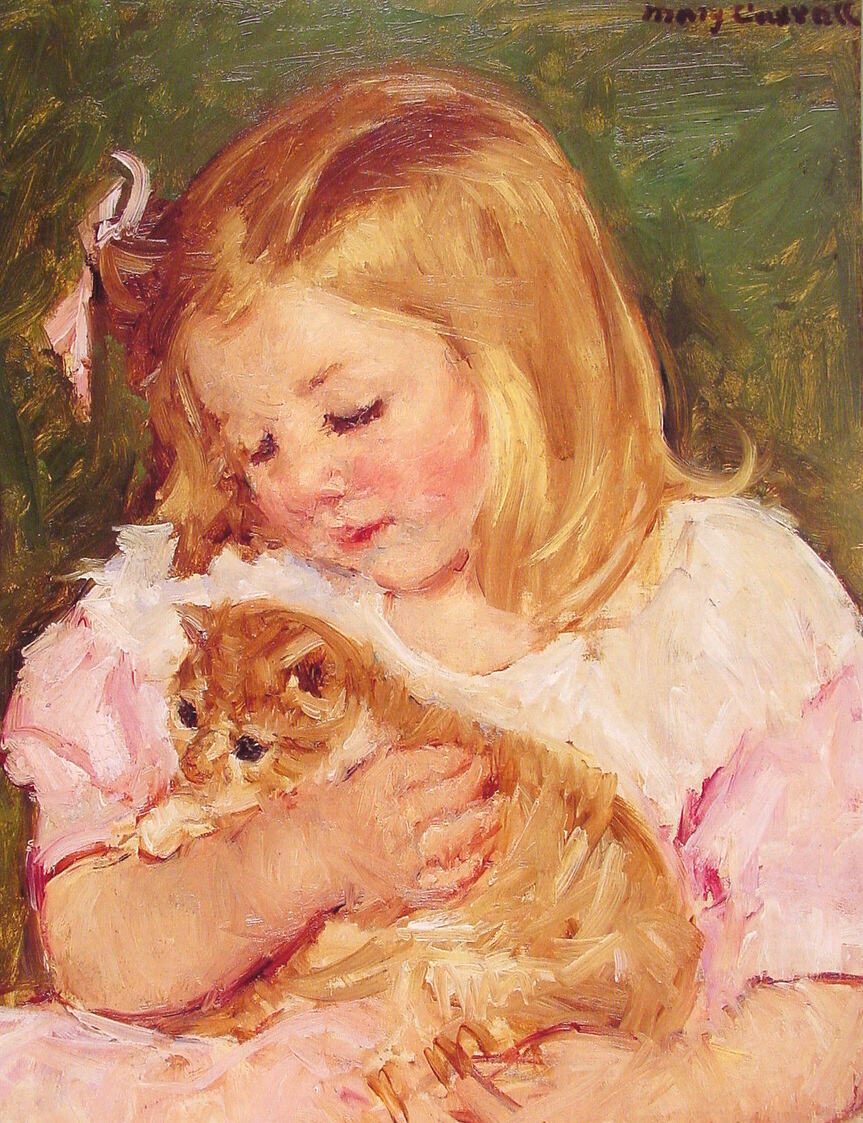
Sara Holding a Cat, 1908.

### Fotnoter
1. ↑  Find a Grave, Find A Grave-ID: 8090, läs online.[källa från Wikidata]
2. ↑  Centro di documentazione sulla storia delle donne artiste in Europa dal Medioevo al Novecento (red.), läs online, läst: 14 december 2024.[källa från Wikidata]
3. ↑  Pollock
4. ↑  Chadwick, s 232
5. ↑  Mathews, s 9
6. ↑  Mathews, s 10
7. ↑  Mathews, s 10-11
8. ↑  Mathews, s 13-14
9. 1 2 3  Pollock, s 58
10. ↑  ”Mary Cassatt | Biography, Art, & Facts” (på engelska). Encyclopedia Britannica. https://www.britannica.com/biography/Mary-Cassatt. Läst 8 mars 2021.
11. ↑  Mathews, s 16, 18
12. ↑  Mathews, s 30
13. ↑  Mathews, s 35
14. ↑  Mathews, s 33
15. ↑  Mathews, s 45
16. ↑  Mathews, s 47
17. ↑  Mathews, s 79
18. ↑  Rubin, s 73
19. ↑  Pollock, s 12
20. 1 2  Chadwick, s 238
21. ↑  Pollock, s 23
22. ↑  Pollock, s 22
23. ↑  ”Minor Planet Center 6936 Cassatt” (på engelska). Minor Planet Center. https://www.minorplanetcenter.net/db_search/show_object?object_id=6936. Läst 2 juli 2023.